# Евродепутат
Евродепутат означава член на Европейския парламент. Понякога неправилно се използва и за депутат от национален парламент, който участва в дейността на ПАСЕ.
В първия смисъл на думата става въпрос за изборна представителна длъжност, която населението на всяка една държава членка на ЕС има право да избере автономно на специално проведени за целта Избори за евродепутати. В зависимост от населението на страната тя има право на определен квотен брой представители на своето население в общия Европейски парламент. В случаите на новоприети държави, в които все още не са се провели Избори за евродепутати, такива са назначават от съответния държавен представителен орган – парламент или сенат.

## Българските евродепутати
От 1 януари 2007, когато се присъединява към ЕС, България има 18 евродепутата. Първоначално българското представителство в Европейския парламент е от избрани от Народното събрание представители на отделните парламентарни групи по квотен принцип. На 20 май 2007 в Република България се провеждат първите Избори за евродепутати. От изборите за ЕП през 2009 техният брой намалява на 17.